# Вишнівська сільська рада (Ружинський район)
Вишнівська сільська рада (до 1959 року — Великочернявська сільська рада) — колишня адміністративно-територіальна одиниця та орган місцевого самоврядування у Вчорайшенському і Ружинському районах Бердичівської округи, Київської і Житомирської областей Української РСР та України з адміністративним центром у с. Вишневе.

## Населені пункти
Сільській раді були підпорядковані населені пункти:
- с. Вишневе

## Населення
Відповідно до перепису населення СРСР, на 17 грудня 1926 року чисельність населення ради становила 1 655 осіб, з них за статтю: чоловіків — 804, жінок — 851; етнічний склад: українців — 1 643, росіян — 2, євреїв — 5, поляків — 5. Кількість домогосподарств — 371, з них, несільського типу — 5.
Відповідно до результатів перепису населення СРСР, кількість населення ради, станом на 12 січня 1989 року, становила 388 осіб.
Станом на 5 грудня 2001 року, відповідно до перепису населення України, кількість мешканців сільської ради становила 293 особи.

## Склад ради
Рада складалася з 12 депутатів та голови.

## Керівний склад сільської ради
| ПІБ                          | Основні відомості                                                                       | Дата обрання | Дата звільнення |
| ---------------------------- | --------------------------------------------------------------------------------------- | ------------ | --------------- |
| Кримовська Галина Миколаївна | Сільський голова, 1952 року народження, освіта, позапартійна                            | 26.03.2006   | 19.12.2008      |
| Козак Наталія Петрівна       | Сільський голова, 1964 року народження, освіта середня спеціальна, член народної партії | 31.10.2010   |                 |

Примітка: таблиця складена за даними джерела

## Історія
Створена 1923 року, як Велико-Чернявська сільська рада, в с. Велика Чернявка Малочернявської волості Бердичівського повіту Київської губернії. Станом на 17 грудня 1926 року на обліку значаться хутори Канівський та Петриків, котрі, на 1 жовтня 1941 року, відсутні в переліку населених пунктів.
Станом на 1 вересня 1946 року Велико-Чернявська сільська рада входила до складу Вчорайшенського району Житомирської області, на обліку в раді перебувало с. Велика Чернявка.
5 березня 1959 року, відповідно до рішення Житомирського облвиконкому № 161 «Про ліквідацію та зміну адміністративно-територіального поділу окремих сільських рад області», територію ради приєднано до складу Вільнопільської сільської ради Ружинського району. Відновлена 3 квітня 1967 року в складі Ружинського району Житомирської області.
Станом на 1 січня 1972 року Вишнівська сільська рада входила до складу Ружинського району Житомирської області, на обліку в раді перебувало с. Вишневе.
Виключена з облікових даних 17 липня 2020 року. Територію та населені пункти ради, відповідно до розпорядження Кабінету Міністрів України № 711-р від 12 червня 2020 року «Про визначення адміністративних центрів та затвердження територій територіальних громад Житомирської області», включено до складу Ружинської селищної територіальної громади Бердичівського району Житомирської області.
Входила до складу Ружинського (7.03.1923 р., 28.11.1957 р., 3.04.1967 р.) та Вчорайшенського (13.02.1935 р.) районів.